# Thailandia ai XXII Giochi olimpici invernali
La Thailandia ha partecipato ai XXII Giochi olimpici invernali, che si sono svolti dal 7 al 23 febbraio a Soči in Russia, con una delegazione composta da due atleti.

## Sci alpino

### Uomini
| Gara                     | Atleta             | Manche 1 | Manche 1  | Manche 2 | Manche 2  | Totale  | Totale    |
| Gara                     | Atleta             | Tempo    | Posizione | Tempo    | Posizione | Tempo   | Posizione |
| ------------------------ | ------------------ | -------- | --------- | -------- | --------- | ------- | --------- |
| Slalom gigante maschile  | Kanes Sucharitakul | 1'37"82  | 73        | 1'37"24  | 65        | 3'15"06 | 65        |
| Slalom speciale maschile | Kanes Sucharitakul | DNF      | DNF       | DNF      | DNF       | DNF     | DNF       |

### Donne
| Gara                     | Atleta           | Manche 1 | Manche 1  | Manche 2 | Manche 2  | Totale  | Totale    |
| Gara                     | Atleta           | Tempo    | Posizione | Tempo    | Posizione | Tempo   | Posizione |
| ------------------------ | ---------------- | -------- | --------- | -------- | --------- | ------- | --------- |
| Slalom gigante femminile | Vanessa Vanakorn | 1'44"86  | 74        | 1'42"11  | 67        | 3'26"97 | 67        |